# أبيل كامارا
أبيل عيسى كامارا (بالبرتغالية: Abel Issa Camará) (مواليد 6 يناير 1990) هو لاعب كرة قدم غيني بيساوي ، يجيد اللعب في مركز الهجوم ، ويلعب أيضًا كجناح هجومي أيمن ، ويلعب حاليًا لنادي بيلينينسش البرتغالي بعد انتهاء إعارته لنادي الفيصلي السعودي في 30 يونيو 2016.

## وصلات خارجية
- أبيل كامارا على موقع اتحاد تركيا (لاعب) (الإنجليزية)
- أبيل كامارا على موقع قاعدة بيانات كرة القدم.إي يو (الإنجليزية)
- أبيل كامارا على موقع ناشيونال فوتبول تيمز (الإنجليزية)
- أبيل كامارا على موقع Soccerway.com (الإنجليزية)
- أبيل كامارا على موقع AS.com (الإسبانية)

- Abel Camará